# Xiomara Acevedo
Xiomara Acevedo ist eine kolumbianische Klimaschützerin. Als Gründerin und CEO der NGO Barranquilla +20 setzt sie sich für die Einbeziehung von Frauen und jungen Menschen in die Klimagerechtigkeit ein.

## Leben
Acevedo stammt aus Barranquilla. Sie absolvierte ein Studium an der Universidad del Norte (Kolumbien) mit einem Abschluss in internationalen Beziehungen mit Schwerpunkt auf internationalem Recht. Acevedo besuchte die Frankfurt School of Finance & Management, wo sie Klimafinanzierung studierte.

## Wirken
Acevedo gründete im Jahr 2012 Barranquilla +20 und nahm ab 2022 die Rolle als CEO ein. Barranquilla +20 ist eine von Jugendlichen geführte Nichtregierungsorganisation, die sich auf Klimaaktivismus und Umweltschutz in Barranquilla und ganz Lateinamerika konzentriert.
Acevedo war um 2014 Mitbegründerin des Netzwerks El Orinoco se adapta (Orinoco passt sich an), das einen geschlechtsspezifischen Ansatz zur Bewältigung und Anpassung an die Klimakrise in der Naturregion Orinoquía verwendet.
Im Jahr 2015 arbeitete Acevedo für den World Wide Fund for Nature in Paraguay.
Von 2016 bis 2019 arbeitete sie als Klimaexpertin für die Regierung von Nariño und koordinierte die Klimapolitik.
Im Jahr 2021 nahm Acevedo an der Klimakonferenz der Vereinten Nationen 2021 (COP26) teil. Sie plädierte hierbei für die Bedeutung der Frauenrechte bei der Erreichung von Klimagerechtigkeit.
Acevedo leitet das Projekt Women for Climate Justice (ein Projekt von Barranquilla +20), eine Initiative aus dem Jahr 2021, welche die Führungsrolle junger Frauen beim Klimaschutz in Kolumbien betont. Barranquilla +20 erhielt 2021 von der Bill & Melinda Gates Foundation 50.000 US-Dollar für das Projekt.
Acevedo ist Mitglied des Lenkungsausschusses des Global Youth Biodiversity Network und des Youth Fund Committee des Global Youth Climate Action Fund.